# María Elvira Escallón
María Elvira Escallón (Londres, 1954) es una artista plástica colombiana. Estudió psicología y realizó estudios de arte en diversos talleres e instituciones académicas. Realizó Magíster en Teoría e Historia del Arte y de la Arquitectura en la Universidad Nacional de Colombia. Su tesis, de 2010, lleva por título “Sin sombra de idealismo, sin rastro de impotencia” y se ocupa de pensar ciertos proyectos del artista Santiago Sierra.El año de 1980 marca el principio de sus actividades y participaciones en eventos y exposiciones, tanto colectivas e individuales. En 1993 obtuvo su primera beca de creación individual, apoyada por Colcultura, (institución que antecedió al Ministerio de Cultura en Colombia). A partir de 2000, los proyectos de Escallón comenzaron a tener presencia internacional. María Elvira Escallón se desempeña actualmente como profesora de la Pontificia Universidad Javeriana. Vive y trabaja en Bogotá, Colombia.  
Su trabajo se ha caracterizado por procesos que involucran largas duraciones y procesos extendidos. Escallón se ha ocupado de temas que abordan la memoria, el olvido, la ruina, las políticas de la ruina, el desgaste y abandono, causados por factores políticos, económicos y por el conflicto armado. Igualmente se ha interesado por las relaciones, tensiones y diálogos que se establecen entre naturaleza, representaciones de la naturaleza y cultura. Para desarrollar sus proyectos, Escallón opera en muchas ocasiones haciendo intervenciones In Situ. igualmente ha involucrado entrevistas y trabajo de campo para el desarrollo de su obra.

## Selección de proyectos

### In Vitro, 1997
Instalación realizada para el Salón Regional de Bogotá en la antigua Estación de Tren de la Sabana, abandonada en ese momento, como la mayor parte de la red de trenes de Colombia.
El trabajo es la enmarcación de un estado de las cosas -el estado de abandono del edificio, preservando un corredor de oficinas del proceso de limpieza que se realizaba para adecuarlo como recinto Salón Regional de Artistas. El acceso al corredor se  selló con un vidrio de seguridad de modo que el visitante no podía pasar pero sí asomarse, como a una vitrina, a este panorama  de un pasado reciente.
Al fondo del corredor de 30 metros se dispuso un gran espejo cuyos límites no resultaban visibles, donde se reflejaba la imagen  del espectador y el espacio detrás de él. Así, el observador se encontraba simultáneamente situado afuera y en el centro del  trabajo.

### El reino de este mundo, 2000
La instalación El Reino de este mundo se compone de varios  elementos: un muro construido con bloques de concreto que aglutinan escombros de una casa  de familia demolida. El muro proyecta una “sombra” formada con escombros dispersos sobre  el piso del Museo.
Frente a este muro, al otro lado de la sala, están situadas una fotografía documental de una casa, así como textos que narran un encuentro que tuvo lugar durante el proceso de realización del proyecto. 
Cuenta María Elvira Escallón: “Mientras recolectaba el material de la  instalación, encuentro a una mujer que recoge y limpia a mano materiales aún útiles de los escombros para  posteriormente a partir de ellos, construir su casa. Ambas construcciones están situadas frente a frente en la sala de  exposición, junto con el texto de la narración de este proceso.” (La artista en conversación con Ana María Lozano, junio de 2020).

### Nuevas floras, 2003-2007
Nuevas Floras está compuesta por una serie de intervenciones en el paisaje realizadas en árboles situados en su ambiente natural. La mayor parte de estos hacen parte de bosques nativos de las montañas cercanas a Bogotá, en la Cordillera Central. A dichos árboles se les han realizado tallas en el tronco o ramas y, en algunos casos, se les han hecho prótesis en su propia madera.
Nuevas floras se presenta como una serie de fotografías a color de gran formato (120 x 80 cm) realizadas apenas se finaliza la intervención. El proyecto se propone realizar el seguimiento a través del tiempo del modo como cada uno de los árboles procesarán dichas intervenciones. Por ello, estas fotografías representan la primera etapa de un proceso viviente en continuo cambio. Un maestro tallador fue contactado en cada lugar para realizar la labor de talla siguiendo modelos determinados por la artista. Dichos modelos, en su mayoría, son derivados de la arquitectura y del mobiliario colonial y barroco.
A partir de 2004, Nuevas floras se convirtió en un proyecto nómade que responde a las especificidades de la relación entre cultura y naturaleza propias de cada lugar. En el Reino Unido se trabajó con ayuda de un restaurador de arte antiguo y se talló la rama de un Sicomoro en el Parque Ashton Court State (Bristol). Este parque es un ejemplo representativo de lo que se denomina El paisaje natural Inglés. En el caso de Rio Grande do Sul-Brasil, el trabajo responde a la experiencia directa con el paisaje de la zona y con el Parque Histórico Nacional de Misiones, donde están las ruinas de las Misiones Jesuitas  que evangelizaron a los indígenas Guaraníes. Además de las fotografías de las tallas, la serie está complementada con una búsqueda por el territorio de Río Grande a través de Google Maps, de las últimas islas de flora nativa que han sobrevivido a los monocultivos. La serie Camino de San Miguel y Navegaciones sobre Río Grande, presentan estas imágenes. Nuevas Floras Versalles fue realizada en un predio botánico que fue parte de los Jardines del Palacio de Versalles, y responde a la concepción de la naturaleza que propone el jardín barroco francés, de la cual este jardín es el caso más emblemático.

### Desde adentro, 2003
Pocos días después del atentado del 7 de febrero de 2003 al Club El Nogal, como responsable del patrimonio artístico de esta institución, tuve que entrar a sus instalaciones para verificar el estado de las obras de arte. Lo que vi durante ese recorrido permanecerá en mi recuerdo para siempre. A medida que llevaba a cabo esta tarea, supe que era necesario registrar una memoria de lo que encontraba a mi alrededor.
El edificio había sido aislado por las autoridades hasta ese momento. Todo se encontraba del modo como quedó después del impacto, como si tras él, el tiempo se hubiese detenido. En los pisos inferiores la oscuridad era total por el colapso eléctrico y un velo negro de hollín causado por el incendio cubría las paredes y los objetos.
Desde adentro, surge de esa experiencia. Busca acercarse a lo ocurrido captando la atmósfera de lo que se allí se vivió a través del registro de una serie de señales y huellas que encontré en distintos lugares sobre polvo y el hollín.

Este documento fue captado cuando trabajaba en esta institución. Realizado desde una proximidad personal con los hechos y las personas, constituye una memoria y una mirada diferente de las versiones de prensa básicamente centradas en la destrucción, la pérdida material y el señalamiento de los culpables.
Este trabajo está dedicado a todas las personas que estuvieron en el edificio la noche del 7 de febrero: a quienes sobrevivieron y a quienes no sobrevivieron.

### En estado de coma, 2004-2007
Conjunto de series fotográficas, escultóricas y de video sobre el Hospital San Juan de Dios de Bogotá, el  cual fue a nivel científico y social, uno de los hospitales públicos más importantes del país. Tradicionalmente, era el Hospital que brindaba atención a los sectores de más bajos recursos. El San Juan de Dios fue cerrado en el 2001 como consecuencia de una combinación entre la mala administración y la privatización de los servicios de salud.
“En estado de coma” se inicia como un proyecto documental buscando dar visibilidad al estado de un hospital desierto y totalmente equipado. Poco a poco se desplaza hacia otras prácticas y se realizan una serie de intervenciones sobre el mobiliario hospitalario. El proyecto está centrado en el espacio de la cama, único espacio privado al que puede acceder un paciente en un hospital público.
“En estado de coma”, busca aproximarse a algunos de los procesos que se dan cita en ese espacio: la  inmovilidad en que está sumida una enorme y óptima planta física y equipos, permanentemente  amenazada por el deterioro, (Proyecto Postal y video); el cuerpo ausente de los pacientes que han dejado  de habitar el Hospital durante estos años pero cuyas huellas aun encontramos (Serie “Tejido bando” y Serie “Recorridos nocturnos”), el proceso progresivo de usurpación de los bienes del Hospital por parte de las instancias gubernamentales (Serie  “Extracciones”), la resistencia de un pequeño grupo de sus antiguos empleados que con medios precarios insiste en contrarrestar el abandono institucional (Serie “Cultivos” y video).

### Pequeño Museo del Aerolito de Santa Rosa de Viterbo, 2014-2015
El Aerolito de Santa Rosa de Viterbo es la primera pieza del Museo Nacional, una de las primeras que el público encuentra en el recorrido sugerido por el Museo y una de las pocas que puede ser tocada. Atraída desde siempre por este cuerpo celeste, María Elvira Escallón notó varios hechos significativos de su historia - el aerolito cayó el Viernes Santo de 1810, mismo año de nuestra Independencia de España- y, durante los años  2013 a 2015, a través de una investigación casi detectivesca en museos y bibliotecas, fue encontrando una historia inédita, que fue dando forma a un pequeño museo: El  Pequeño Museo del Aerolito de Santa Rosa de Viterbo. 
Escallón halló documentos e imágenes que muestran que el  Meteorito en el Museo Nacional no está completo: se le practicó “una cirugía” en 1906, para extraerle un pedazo de 300 libras y obsequiarlas a un cazador de meteoros norteamericano, llamado Henry A. Ward. Dice Escallón: “Los visitantes del Museo no notan ese enorme faltante porque el meteorito está estratégicamente posado sobre su corte. Entonces, este proyecto quiere proporcionar imágenes y materia a una historia desconocida que a pesar de haber ocurrido hace más de 100 años, continúa resonando con sucesos actuales en nuestro país”. 
 El Pequeño Museo cuenta con un Departamento de Indagaciones Detectivescas, que ha realizado varias acciones, entre  otras, establecer lo más minuciosamente posible lo que aconteció al aerolito desde que cayó en este planeta y poste-  riormente, realizar la búsqueda de los fragmentos dispersos de este cuerpo celeste hallados en varios Museos para trazar su forma original. Encontró una máquina de la época y, contando con ella, realizó una recreación del corte de 1906. Este proceso, que se considera el momento central de la historia, fue documentado en fotografía y video.
El Departamento de Indagaciones Detectivescas reunió todas las cartas y diarios personales de Henry A. Ward en su viaje por tierras colombianas. Así mismo recopiló gran cantidad de documentos oficiales emitidos por las autoridades nacionales sobre el asunto y artículos de prensa del momento.
El Museo cuenta también con una colección de Fragmentos Célebres (piezas y textos) y una Colección de Escenarios (dibujos de episodios de su historia y fotografías de modalidades de presentación de aerolitos a principios del siglo XX).

### En el fértil suelo, 2017
"En el fértil suelo", se relaciona con el momento político que vivimos en Colombia, en estos últimos años, posteriores a la firma del Proceso de Paz.
En el video, una mano va descubriendo lentamente un texto que está bajo de muchas capas de arena. Cuando está a  punto de alcanzar su meta y logramos leer algo de la inscripción que se encontraba tapada,  la otra mano cubre de nuevo el texto, volviendo a echar arena encima. De esta forma, la primera mano debe recomenzar su tarea, que pareciera no tener fin.
El texto de la inscripción hace parte del canto III de La Ilíada, en que se describe un momento durante la Guerra de Troya cuando se  decidió detener esa cruenta guerra. Por orden de sus líderes, los ejércitos se desarmaron estando en el campo de  batalla. Los guerreros, bajaron de los carros de guerra, se retiraron la armadura y quedaron así, de pie, expuestos, muy  cerca los unos de los otros. Es un momento de tensa calma, de extrema vulnerabilidad y a la vez, de gran esperanza para  Aqueos y Troyanos,  enemigos históricos por décadas. Asocio ese episodio de la Ilíada con el momento que vivimos después de  la firma del proceso de paz.
María Elvira tomó todas las traducciones de La Ilíada al español disponibles en la Biblioteca Luis Ángel Arango y eligió la que tuviese el mayor poder evocativo. La frase fue instalada en la fachada de la Biblioteca, donde permaneció por  tres  meses.

## Distinciones
- 2019 Mención de Honor. Beca de Creación Individual Ministerio de Cultura
- 2018. Nominación X Premio Luis Caballero. IDARTES. Proyecto En el fértil suelo.
- 2014. Beca Nacional de Creación Individual del Ministerio de Cultura. Proyecto El Museo del Aerolito de Santa Rosa de Viterbo
- 2006. Primer Premio en Categoría de Patrimonio. IDCT. Proyecto: En estado de coma. Hospital San Juan de Dios
- 2005 Beca Nacional de Creación Individual en Artes Visuales del Ministerio de Cultura. Proyecto: En estado de coma. Hospital San Juan de Dios
- 2003 Primer Premio Concurso Luís Caballero. Proyecto Nuevas Floras. Bogotá Colombia
- 2002 Nuevas Floras: Proyecto nominado al Premio Luis Caballero
- 1997 Primer Premio. VIII, Salón Regional de Artistas de Bogotá. Proyecto In Vitro. Estación de La Sabana

## Colecciones
Colección FNAC- Fondo Nacional de Arte Contemporáneo de Francia
Leticia and Stanislav Poniatovsky Collection Latinoamerican Photography
Colección Ella Fontanals Cisneros
Colección del Museo de La Universidad Nacional de Colombia
Colección Museo Nacional de Colombia
Colección Art Gallery of New South Wales, Sídney, Australia.
Colección de Arte del Banco de la República, Bogotá, Colombia
Colección de Arte Museo de Arte Moderno de Bogotá, Colombia
Latin American Art University of Essex Collection of (UECLAA)
Colección Luis Perez
Colección Juan Gallo
Colecciones Particulares